# Zagăr (gmina)
Zagăr – gmina w Rumunii, w okręgu Marusza. Obejmuje miejscowości Seleuș i Zagăr. W 2011 roku liczyła 1192 mieszkańców.